# Retrocomputing

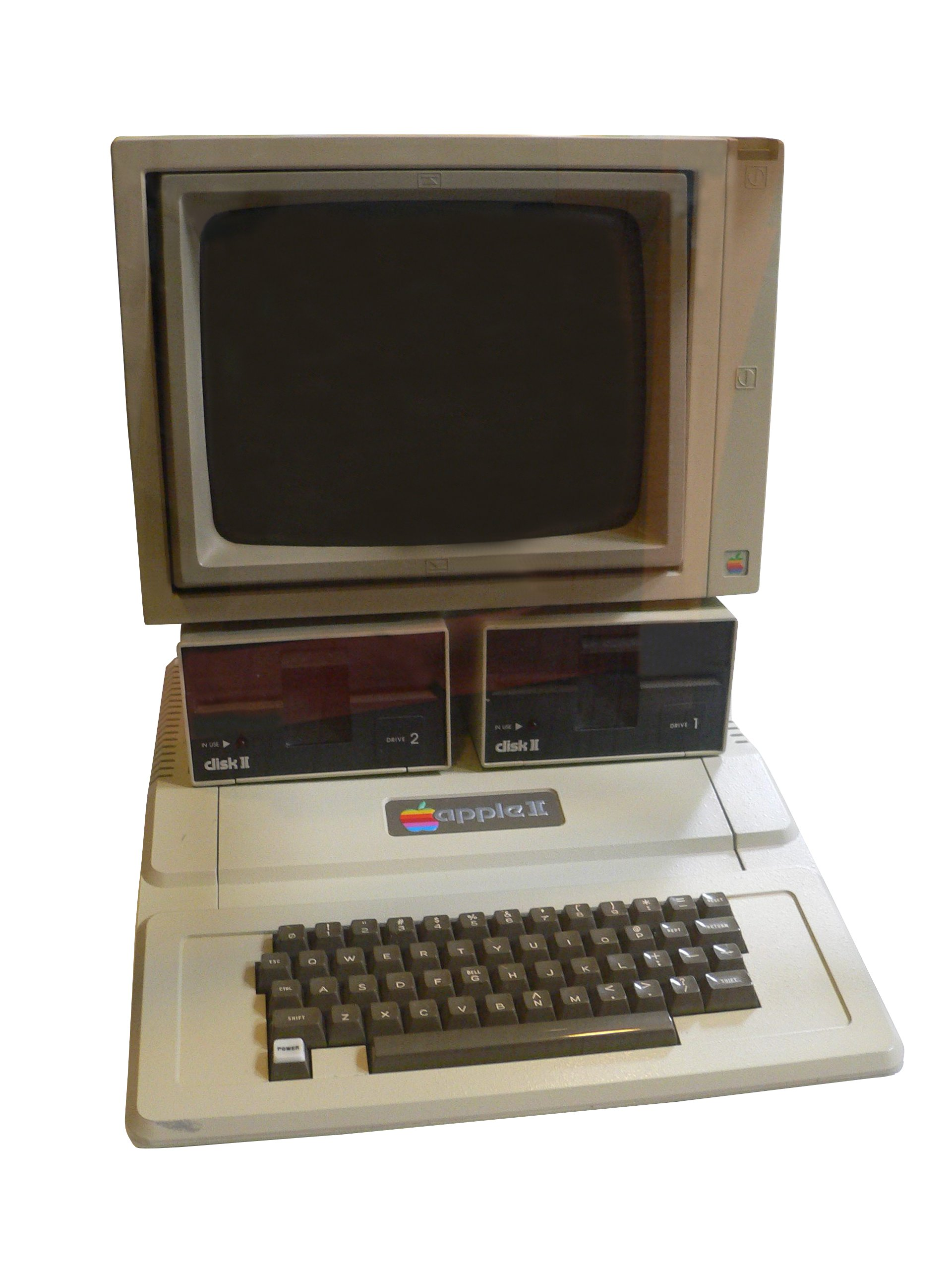
Apple II z 1977 r.

Retrocomputing – obecne użycie starszego komputerowego hardware'u i oprogramowania. retrocomputing zazwyczaj jest klasyfikowany jako hobby i zajęcie rekreacyjne, a nie praktyczne zastosowanie technologii: entuazjaści często kolekcjonują rzadką i cenną elektronikę i oprogramowanie z powodów sentymentalnych.
Jednakże, okazjonalnie, stary system komputerowy musi zostać "wskrzeszony" by uruchomić oprogramowanie specyficzne dla tego systemu, by pozyskać dane zachowane na starych nośnikach, lub by skorzystać z urządzenia peryferyjnego, które wymaga tego systemu.

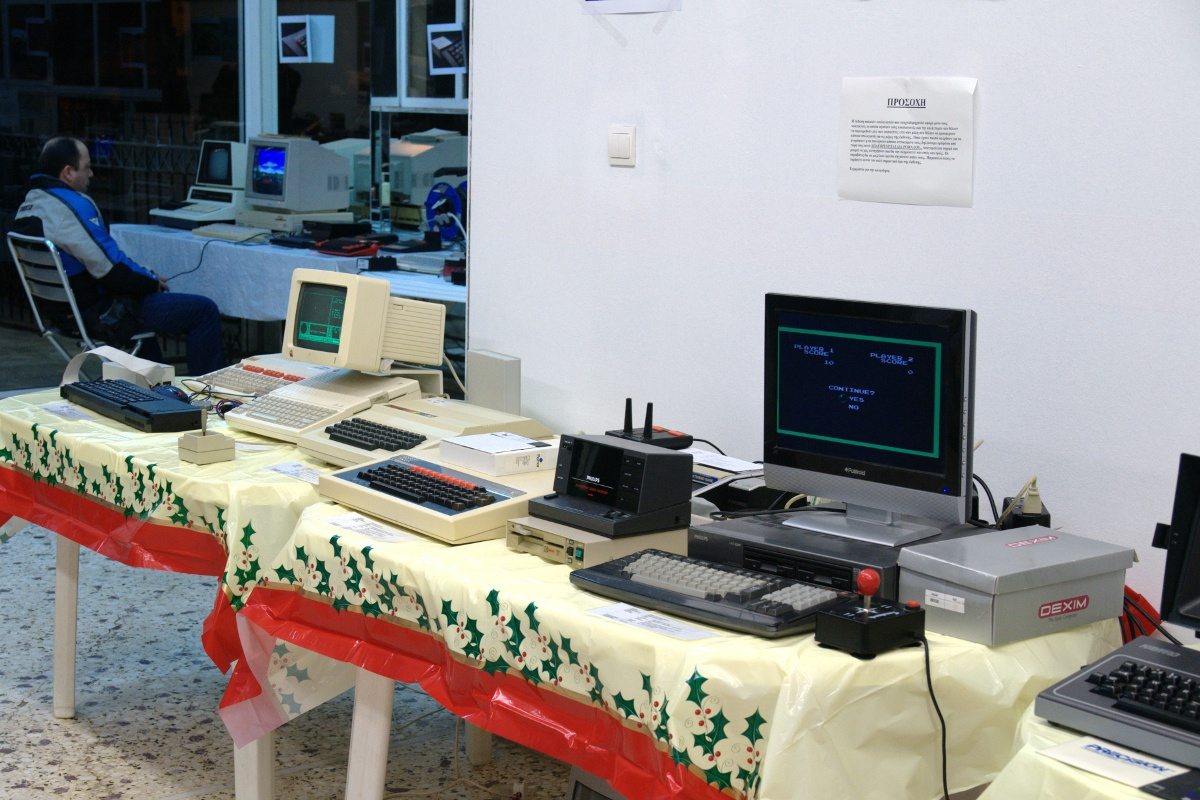
Retrosystem z 2010 r., wydarzenie retrocomputingowe z Aten

Retrocomputing i retro gaming bywają opisywane jako aktywność zachowania cyfrowych systemów i jako aspekt kultury remiksu.

## Hardware retrocomputingowe

### Historyczne systemy
Retrocomputing jest częścią historii komputerowego hardware, może być postrzegana jako analogiczna do archeologii eksperymentalnej w świecie komputerów. Niektóre ważniejsze osiągnięcia to rekonstrukcja maszyny różnicowej Babbage'a (w więcej niz 100 lat po jej zaprojektowaniu) i implementacja języka Plankalkül w 2000 r. (więcej niż pół wieku od jego pierwszych projektów).

### Komputery "domowej roboty"

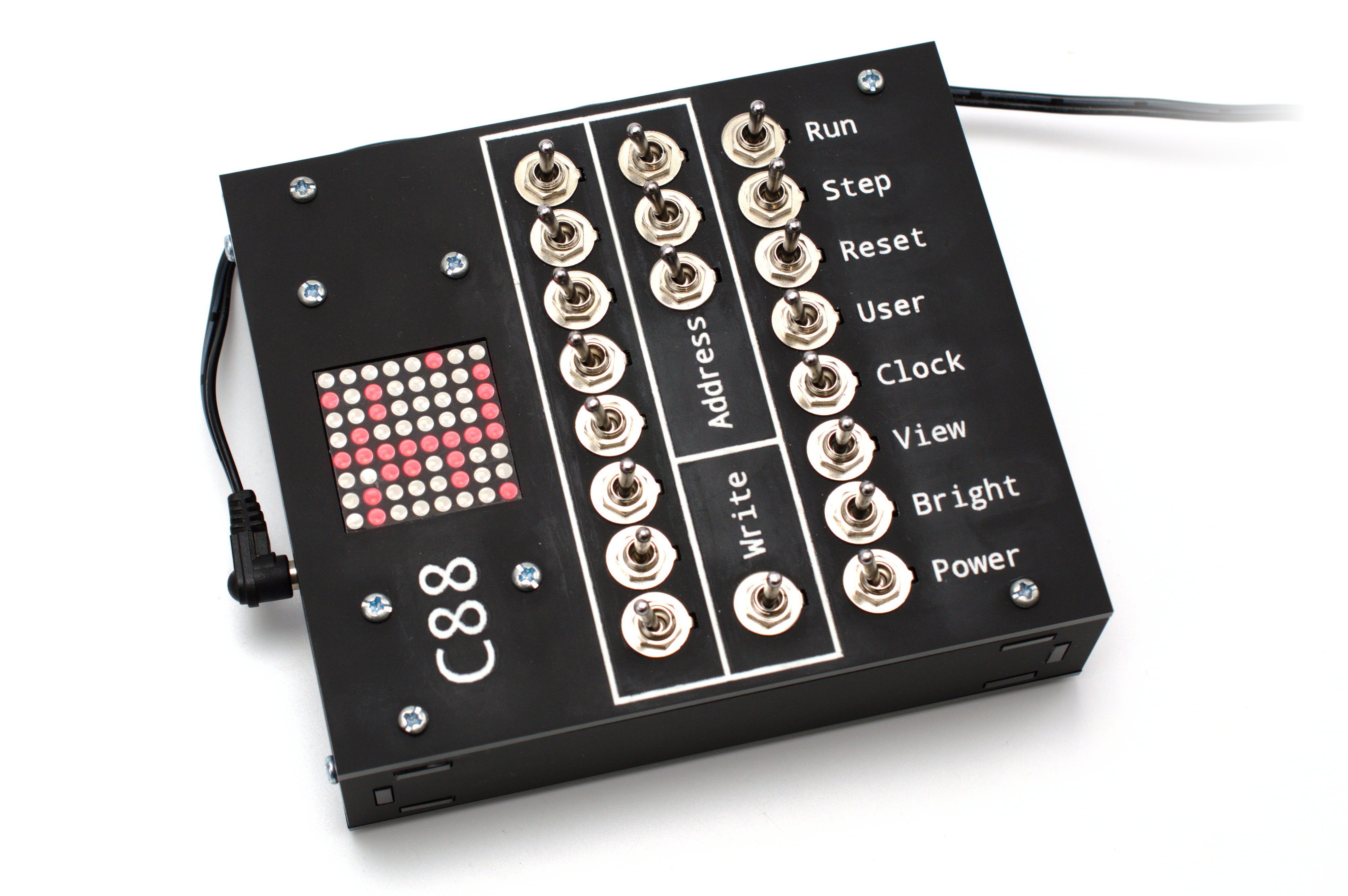
Mini C88 8-bitowy komputer domowej roboty.

Niektórzy hobbiści retrocomputingu zajmują się także budowaniem domowych retrokomputerów i komputerów stylizowanych na komputery retro i uważają to za wżny aspekt hobby, które daje nowym entuzjastom możliwość doświadczania w pełniejszy sposób wczesnych dni hobby komputerowego . Istnieje parę możliwych podejść do tego zagadnienia. Niektórzy budują dokładne repliki starszych systemów, a niektórzy tworzą nowe projekty bazujące na zasadach retrocomputingu, a jeszcze inni łączą obydwa te podejścia, ze starymi i nowymi cehcami w tym samym systemie. Przykłady to:
- Urządzenie oferowane przez IMSAI, współczesna, unowocześniowa, ale kompatybilna wstecznie wersja i replika oryginalnego IMSAI 8080, jednego z popularniejszych wczesnych komputerowych systemów osobistych;
- Parę replik systemu Apple I i zestawów sprzydawano w ograniczonych ilościach w ostatnich latach, autorstwa rożnych podmiotów, takich jak Replica 1, od Briel Computers[4];
- Projekt, którzy korzystał ze starej technologii w nowym wykonaniu jest N8VEM bazujący na Z80;
- Zestaw Retrokomputerowy Arduino jest projektem open source, open hardware któy można zbudować i który posiada interpreter BASIC-a[5]. Istnieje także wersja Arduino Retro Komputera, którą można podłączyć do telewizora[6];
- Istnieje przynajmniej jeden remake Commodore'a 64 korzystający z bezpośrednio programowalnej macierzy bramek skonfigurowanych, by emulować MOS Technology 6502[7];
- MSX 2/2+ komtabilny zestaw zrób to sam GR8BIT, zaprojektowany, by edukować praktycznie w dziedzinie elektroniki, celowo korzystający ze starych i nowych konceptów i urządzeń (w tym pamięci SRAM o dużej objętości, mikrokontrolerów i bezpośrednio programowalnej macierzy bramek);
- MEGA65 jest komputerem kompatybilnym z Commodore 65[8];
- Commander X16 to trwający projekt autorstwa Davida Murraya którego celem jest stworzenie nowych 8-bitowych platform inspirowanych Commodore 64, korzystając ze współczesnych częśći komputerowych[9][10][11][12];
- C 256 Foenix i jego różne wersje to nowa rodzina retro komputerów bazujących na WDC65C816. FPGA są używane, by symulować chipsety CBM i posiada moc obliczeniową AMigi z jej możliwościami graficznymi i dźwiękowymi;
- KOlekcja Grant Searle domowych projektów 8-bitowych[13];

## Retrocomputing oprogramowania
Gdy stary komputerowy hardware staje isę trudniejszy do utrzymania w dobrym stanie, zwiększa się zainteresowanie komputerową symulacją. Jest to zwłaszcza prawdziwe odnośnie starych mainframe'ów, które w większości już rozłożono na częśći ,a które wymagają miejsca, mocy i środowiska, którego nie może wygospodarować przeciętny użytkownik. Ilość pamięci i szybkość współczesnych komputerów pozwala na symulację wielu starych systemów, także w sposób, który dizała szybciej niż oryginalne hardware.
Jeden z popularnych ssymulatorów, historyczny symulator SIMH, oferuje symulację ponad 50 historycznych systemów, od lat 50-tych do współczesności. emulator Herkules symuluje rodzinę IBM System/360, od System/360 do 64-bitowego System/Z. Istnieje symulator systemu Honeywell [[Multics[]]. Symulator online systemu Altair 8800 istnieje i można na nim uruchamiać programy Altair BASIC.
Oprogramowania starych systemów nie było objęte licencją copyright i było open source, więc istnieje duża liczba oprogramowania, które można uruchomić na tych symulatorach.
Niektóre emulatory są używane przez świat biznesu, gdyż korzystanie z oprogramowania na symulatorze jest zazwyczaj szybsze, tańsze i bardziej niezawodne niż uruchamianie go na oryginalnym hardware'u.

## W kulturze popularnej
W wywiadze z Conanem O'Brienem w maju 2014 roku, George R. R. Martin ujawnił, że pisze swoje książki korzystając z WordStar 4.0, aplikacji MS-DOS z roku 1987.
Amerykański prowider wideo na żądanie, Netflix wydał film wielokrotnego wyboru jako część swojej serii Black Mirror, zatytułowany Black Mirror: Bandersnatch. Protagonista to nastoletni programer  pracujący nad kontraktem, by stworzyć adaptację powieści fantasy w formie gry komputerowej na komputer 8-bitowy w 1984 r. Fabuła toczy się wokół emocji i problemów zdrowia psychicznego wynikłych z różnic w postrzeganiu rzeczywistości pomiędzy nowym pokoleniem biegłych w technologii nastolatków i dwudziestolatków, a ich opiekunami.

## Edukacja
Ze względu na ich niski poziom skomplikowania w połączeniu z innymi zaletami technologicznymi, 8-bitowe komputery są często odkryte na nowe w edukacji, zwłaszcza w początkowych klasach programowania w szkołach podstawowych. 8-bitowe komputery prezentują środowisko programistyczne w sposób bezpośredni: nie ma niczego, co by rozpraszało, lub potrzeby dodatkowych cech lub urządzeń. Język BASIC jest prosty w nauce, ma dostęp do całego systemu bez potrzeby ładowania bibliotek dla dźwięku, grafiki, matematyki itp. Język ten skupia się na wydajności, W szczególności, jedna komenda robi jedną rzecz natychmiastowo (przykładowo, COLOR 0,6 barwi ekran na zielono).